# Semmering-hágó
A Semmering-hágó a nagy alpesi hágók közt a legkeletibb és legalacsonyabb (985 m), Ausztria keleti-középső részén, Stájerország (Steiermark) és Alsó-Ausztria (Niederösterreich) szövetségi tartományok (Bundesland) határán, amely egyúttal a Mura (Mur) és a Lajta (Leitha) vízgyűjtő medencéjének vízválasztója is. A rajta futó út Bécset köti össze Stájerországon keresztül a Balkánnal, Karintián keresztül Olaszországgal és a Felső-Enns-völgyön át Innsbruckkal. Minthogy az ősi útvonalak keletről megkerülték az Alpokat, a korábbi történeti időkben ennek a hágónak nem volt különösebb jelentősége Egészen 1160-ig, amikor Ausztria és Stájerország egyesült, és egy menedékház (Spital am Semmering) létesült itt.
A hágón közkedvelt gyógyüdülő- és télisport-központ épült ki. Fenyvesekkel borított hegyek veszik körül, északról a Rax (2007 m) és a Schneeberg (2076 m) magasodik.

## Általános jellemzés
Az Adria tengerszintje feletti 984 méteres magasságban található magashegyi hágó (németül: Gebirgspaß) Ausztriában, északról a Raxalpe, délről pedig a Wechsel-hegység között helyezkedik el. Közvetlenül a hágónál, délen a Hirschenkogel, északon a Pinkelkogel (1292 m.) található. A természetes határt Alsó-Ausztria és Stájerország között a Semmering-hágó képezi.
Tauernfensterhez hasonlóan Semmering térsége is olyan „geológiai ablak”-ot képez, amelyen keresztül megláthatjuk a Központi-Alpok (németül: Zentralalpe) legrégebbi kőzeteinek újabb kori gyűrődéseit. Ez mintegy 200 km²-es területet jelent.

## Elnevezése
A Semmering térsége a népvándorlás nyugtalan időszakában legnagyobb részt néptelen vidék volt. Tulajdonképpen ez ugyanolyan helyzet, mint ami akkoriban az egész Keleti-Alpok vidékére jellemző volt. Aztán valamikor a 6. században vándoroltak erre azok a szláv törzsek, amelyek Semmeringnek az első nevet adták: „Semmerick”, ami feltételezhetően „barátságtalan, rideg” kifejezést jelentett. Természetesen van más vélemény is a névadásról, például ha   más szláv, vagy német nyelvi gyökérből történő származtatását vizsgáljuk Így például a szláv „Smrk” (cirbolyaerdő), vagy „Cemerinik”, ami „A havasi rózsa (havasszépe) hegyé”-t jelenti. Valamikor a 10. században került sor a terület németekkel való benépesítésére ugyanúgy, mint más, korábban szlávok által lakott területek esetében is történt. A német betelepültek hosszú időn át német nevén, „Cerewald” (Cirbolyafal)-nak nevezték a vidéket. Ulrich von Liechtenstein Minnesänger „Arthus utazása” című visszaemlékezésében beszámol a „Semernic”-en való átkelés utáni visszatéréséről.

## A hágó története
A bécsi dombság és a déli területek közötti közlekedés a 12. század kezdetéig a kedvezőbb domborzatú keleti térségben, a  Pittental-on meglevő régi római úton bonyolódott.
- 1160-ból van ismeretünk a Semmeringen átvezető első málhásút (németül: Saumweg) létezéséről.
- 1735-ben aztán ezt a málhásutat a VI. Károly császár által létesített „Semmeringstraße” váltotta fel. Ettől kezdve indult meg a környék (pl. Schottwien) fejlődése, mivel ezen az egyre fontosabbá váló útvonalon létrejöttek a hegyi közlekedést, szállítást szolgáló váltóállomások, ahol lovakat lehetett cserélni,  szálláshelyekkel és a közlekedőeszközöket javító/gyártó műhelyekkel (pl. lószerszámkészítők, kovácsok, kerékgyártók).
- Közvetlenül a 19. század kezdetén olyan új nyomvonalat hoztak létre, amellyel a legveszélyesebb emelkedőszakaszt kiiktatták, s ezzel a szakasszal 1839-től 1841-ig már egy második közúti kapcsolatot is teremtettek.
- 1842-ig vasútvonal működött Bruck an der Mur és Mürzzuschlag között. Ugyanígy élő szakasz létezett már Bécs és Gloggnitz között is. A két végállomás közti semmeringi hézagot aztán 1854-ben, a Carl Ritter von Ghega által tervezett, napjainkban már a világ kulturális öröksége közé sorolt Semmeringi vasút (Semmeringbahn) megépítésével szüntették meg.
- 1956-tól 1958-ig A Semmeringstraße nyomvonalát harmadszor is korrigálták, amivel azt a közlekedés fejlődésének megnövekedett igényeihez igazították (Maria Schutz érintésével).

## Közlekedés
A Semmering-hágó – a Wechsel-hágó mellett – a legfontosabb kapcsolatot jelenti az alsó-ausztriai és stájer tartományok között. Áthaladhatunk rajt az országúton, a Semmering gyorsforgalmi úton (S6), valamint a Semmeringi vasútvonalon. A hágó magasságában található az azonos nevű település: „Luftkurort Semmering”.

### Semmeringi vasút
A világörökség listáján szereplő helyszín.

### A Semmering-autóút (S6 Schnellstraße)
Ausztria S6 jelű autóútja, amely – a stájerországi Semmeringen át – az Süd Autobahn (A2) seebensteini csomópontja és a Pyhrn Autobahn (A9) St. Michael csomópontja között biztosít közúti kapcsolatot.
Az autópálya 106 km hosszú és 14 alagútja van (17 km). Az autópálya utolsó hiányzó szakaszát – a Semmeringscheitel-alagutat 2004 októberében adták át a forgalomnak. A létesítmény feladata, hogy tehermentesítse Semmering települést, illetve a Semmering-hágón átvezető utat a csúcsidőben jelentkező 12 000 jármű/napos forgalomterheléstől.
A Semmering alagútlánc összességében hat autópálya-alagútból áll. Ezek (Bécs és Gloggnitz irányából felsorolva):
- Grasberg-alagút, 0, 352 km
- Eselstein-alagút, 0,175 km
- Semmering–Scheitel-alagút, 3,5 km
- Steinhaus-alagút, 1,8 km
- Spital-alagút, 2,5 km
- Ganzstein-alagút, 2,1 km

Autókihajtók
(Bécs és Gloggnitz irányából):
- Raststation Schottwien
- Semmering-Maria Schutz
- Spittal a.d.Semmering
- Mürzzuschlag

A Ganzstein-alagút második csöve 2008. májusáig épült meg. Ehhez az első kapavágást 2005. december 4-én tették meg. A déli alagút megépítését követően az északi alagutat teljes mértékig felújítják. Így 2008 végétől kezdve a Semmering-autóút mindkét forgalmi irányban két forgalmi sávval fog üzemelni. Az építési költségek mintegy 68 millió eurót tettek ki.
A Schottwien-völgyhíd 130 méter magas és teljes hossza 632 méter. A nagy osztrák autópálya-hidak közt a legutolsónak számít. A leghosszabb rész fesztávolsága 250 méter, egyike a leghosszabb beton gerendahidaknak. 1989-ben nyitották meg a forgalomnak. A fellépő építési költségfedezet hiánya miatt egyes kisebb betonrészek csak a megnyitás után készültek el; innen származik a híd gúnyneve, a „Bröselbrücke” (azaz „Morzsahíd”).
Nemzetközi síversenyek alkalmával egyik közlekedési sávja gyakran lezárásra kerül, s ilyenkor autóparkolóként használják.